# تصویربرداری میکروسکوپی با نور زمینه تاریک

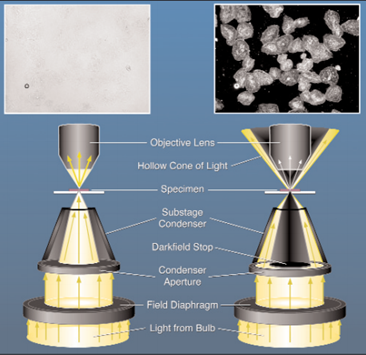
در تصویر روبرو در زیر لنز هردو میکروسکوپ پشته‌ای از سلول‌های اپیتلیال باکال قرار داده شده‌است. کنتراست بالاتر تصویر زمینه تاریک، تصویر بسیار واضح‌تری از نمونه را ارائه می‌دهد.

تصویربرداری میکروسکوپی با نور زمینه تاریک (انگلیسی: Dark-field microscopy) تکنیکی در میکروسکوپ‌های نوری است که به وسیلهٔ آن، کاربر می‌تواند نورهای منعکس و متفرق شده از یک قطعه را به وسیلهٔ نوردهی مایل از اطراف قطعه، بدون وجود پرتوهای نور مستقیمی که در روش زمینه روشن تابانیده می‌شوند، مشاهده کند. در روش زمینه تاریک بر خلاف روش زمینه روشن، نور پس‌زمینهٔ تصویر کاملاً تاریک است. از روش زمینه تاریک برای تصویربرداری از نمونه‌های متنوع و زیادی (چه زیستی و چه متریال‌های مهندسی) استفاده می‌شود، اما هدف اصلی تصویربرداری با این روش، افزایش کنتراست در تصویربرداری از نمونه‌های رنگ‌آمیزی‌نشده است و برای تجزیه و تحلیل سلول‌های زنده یا نمونه‌هایی که روند رنگ آمیزی را طی نکرده‌اند به کار می‌رود. لنزهای زمینه تاریک (Dark field) جانشینی ارزان‌قیمت برای لنزهای فاز کنتراست هستند.

## تاریخچه
دیاتومه‌ها، جلبک‌های تک‌سلولی ریزی هستند که به وسیلهٔ جعبه‌های شیشه‌ای نازک و ظریفی پوشانده شده‌اند. در دههٔ ۱۸۴۰ میلادی، متداول‌ترین اجزایی که در زیر میکروسکوپ‌های نوری مورد مطالعه قرار می‌گرفتند، همین جلبک‌های کوچک بودند که از بین آنها گونه‌ای به نام Navicula Spencerii بیشتر مورد توجه بود. این دیاتومه به نام چارلز اسپنسر لنزساز نیویورکی نامگذاری شد، کسی که لنزهایش موفق به حل مشکل مشاهدهٔ تارچه‌های ریز در ساختار این جلبک شده بود. اسپنسر در واقع اولین کسی بود که متوجه شد تنها راه مشاهدهٔ دقیق و تصویربرداری باکیفیت از تارچه‌های یک دیاتومه، تاباندن نور به صورت مایل به سطح آن است. این داستان شروعی برای تکنیک تصویربرداری میکروسکوپی با نور زمینه تاریک است که در سال ۱۸۴۰ اتفاق افتاد، اما شهرت اصلی این میکروسکوپ‌ها به سال ۱۹۰۵ برمی‌گردد. در این سال دکتر جانورشناسی به نام فریتز شاودین موفق به مشاهدهٔ باکتری مارپیچ ترپونما پالیدوم که به عنوان عامل بیماری سیفلیس شناخته می‌شود به وسیلهٔ میکروسکوپ زمینه تاریک شد. این امر استفاده از تکنیک میکروسکوپی زمینه تاریک توسط حرفهٔ پزشکی و متعاقباً توسط زیست‌شناسان را به‌طور کلی ترویج داد. با این حال تاریخچهٔ استفاده از این نوع تصویربرداری در دنیای امروزی به سال ۱۹۲۰ میلادی و با انتشار مقاله ای با نام تصویربرداری میکروسکوپی با نور زمینه تاریک مدرن و تاریخچهٔ توسعهٔ آن بازمی‌گردد.

## اساس کار
در تصویربرداری با نور زمینه تاریک هیچ نوری به صورت مستقیم از طرف کندانسور به لنز میکروسکوپ وارد نمی‌شود و تنها نورهایی که از سطح نمونه بازتابیده شده، پس از عبور از نمونه مورد شکست قرار گرفته، یا توسط سطح نمونه متفرق شده‌اند، می‌توانند راهی به درون لنز میکروسکوپ پیدا کنند. کندانسور دارک فیلد حلقه‌ای از نور ایجاد می‌کند که این نور با زاویه‌ای مشخص بر روی اسلاید محل قرارگیری نمونه متمرکز می‌شود. سپس این نور با همان زاویه و بدون عبور از درون لنز میکروسکوپ واگرا می‌شود؛ بنابراین هیچ نوری از طرف کندانسور به‌طور مستقیم وارد لنز میکروسکوپ نخواهد شد و تنها پرتوهایی که هرکدام به نحوی توسط نمونه تغییر مسیر یافته‌اند راه خود را به سمت لنز باز کرده و توسط کاربر مشاهده می‌شوند. دلیل اصلی استفاده از میکروسکوپ‌های زمینه تاریک برای بررسی بافت‌های زنده مثل دیاتومه‌ها هم همین موضوع می‌باشد؛ زیرا در روش زمینه روشن (bright field) که نور به صورت مستقیم به سمت بافت زنده تابانده می‌شود، به دلیل شفاف بودن نمونه شدت نور عبوری از بافت و در نتیجه شدت نور دریافتی توسط لنز میکروسکوپ به حدی زیاد است که عملاً یک صفحهٔ روشن توسط کاربر مشاهده خواهد شد و هیچگونه جزئیاتی قابل تشخیص نخواهد بود. روش تصویربرداری میکروسکوپی با نور زمینه تاریک همان وضوح تصویربرداری با نور زمینه روشن را دارد، اما کنتراست بالاتری را ارائه می‌دهد.

## برپا کردن
تجهیزات معمول مورد نیاز برای ایجاد یک تصویر زمینه تاریک نیازمند یک لامپ هالوژن به همراه یک کندانسور اختصاصی زمینه تاریک یا یک استوپ مرکزی استاندارد است که بر روی کندانسور زمینه روشن قرار می‌گیرد و مسیر نور مستقیم را بسته و فقط به یک حلقهٔ نور جانبی اجازه عبور می‌دهد. در تصویربرداری با میکروسکوپ‌های اپتیکی، در صورت تغییر ضریب شکست نمونه، می‌توان با استفاده از میکروسکوپ زمینه تاریک تصویری با نسبت سیگنال به نویز بالاتر بدست آورد. اگر نوری که به دلیل عدم تطابق انکساری پراکنده می‌شود، از مسیر نوری میکروسکوپ زمینه تاریک عبور کند، تصویر پس‌زمینه تاریک بوده و نمونه روشن به نظر می‌رسد. اگر پس‌زمینهٔ تصویر روشن باشد، حساسیت تشخیص به‌طور قابل توجهی کاهش می‌یابد و نتیجهٔ آن شرایطی شبیه میکروسکوپ زمینه روشن خواهد بود. افزایش حساسیت و کنتراست در تصویربرداری با نور زمینه تاریک بزرگترین مزیتی است که این نوع تصویربرداری در مواجهه با سلول‌های زنده و بافت‌های شفاف در مقایسه با تصویربرداری با نور زمینه روشن به محققان ارائه می‌کند.
نورپردازی در تصویربرداری میکروسکوپی با نور زمینه تاریک به دو صورت انجام می‌شود:
- حالت عبوری: در این حالت نور از پایین و به صورت مایل به سمت نمونه تابانده شده و نوری که پس از عبور از درون بافت نمونه به سمت بالا شکسته شده و تغییر مسیر دهد، وارد لنز خواهد شد؛ مثلاً در میکروسکوپ الکترونی عبوری[ب] پدیده‌ای اینچنین داریم و الکترون‌ها پس از برخورد به سطح بک نمونهٔ بسیار نازک و عبور از آن توسط سنسورهای مخصوص دریافت می‌شوند. البته در میکروسکوپ‌های الکترونی مانند TEM، از منبع تولید الکترون به جای نور مرئی استفاده شده و آنچه به سطح قطعه تابانده می‌شود الکترون‌های بسیار سریع هستند.
- حالت بازتابشی: در این حالت نور از سمت بالا و به صورت مایل به سمت نمونه تابانده می‌شود. در صورت وجود پستی و بلندی بر روی سطح نمونه، برخی از پرتوهای منعکس شده به سمت بالا منعکس شده و از درون لنز هدف عبور خواهند کرد. این حالت در میکروسکوپ‌های نوری، قابل مقایسه با میکروسکوپ‌های الکترونی روبشی[پ] است.[۵]

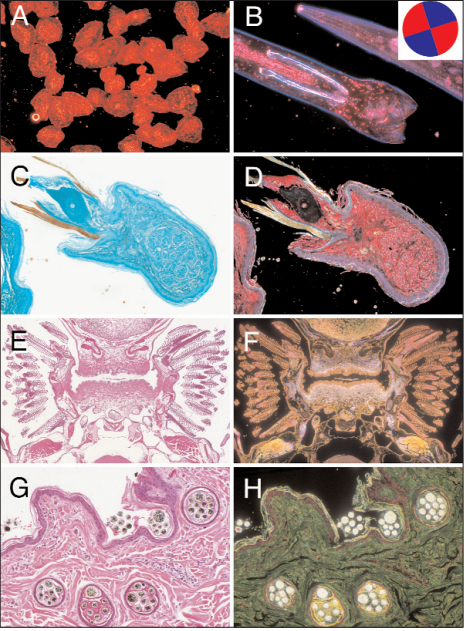
۸ تصویر ثبت شده به‌وسیلهٔ تصویربرداری با میکروسکوپ زمینه تاریک از بافت‌های زنده

### تصویربرداری با نور زمینه تاریک در متالوگرافی
گرچه بزرگترین مزیت تصویربرداری با نور زمینه تاریک برای مطالعهٔ بافت‌های زنده و اجزای بسیار شفافی است که نور را از خود عبور می‌دهند، اما این روش در علوم مهندسی و به ویژه متالورژی هم کاربردهای خاص خود را دارد و به عنوان مکملی برای دیگر روش‌های تصویربرداری نوری، مثل زمینه روشن و DIC شناخته می‌شود. در تصویربرداری زمینه تاریک با نور بازتابشی، هرکجا که سطح نمونه کاملاً صاف و صیقلی باشد، نور با همان زاویه‌ای که به سطح برخورد کرده از آن بازتابش شده و وارد لنز میکروسکوپ نخواهد شد، بنابراین تصویر حاصل کاملاً سیاه خواهد بود. اما هر کجا که پستی و بلندی بر روی سطح نمونه وجود داشته باشد، قسمتی از نور بازتابشی وارد لنز شده و به صورت مناطق روشن توسط کاربر مشاهده خواهد شد. از این ویژگی می‌توان برای شناسایی دقیق میکروکرک‌ها، مرزدانه‌ها، دوقلویی‌ها، رسوبات و… در انواع فلزات و آلیاژها استفاده نمود.